# Wastafeltje

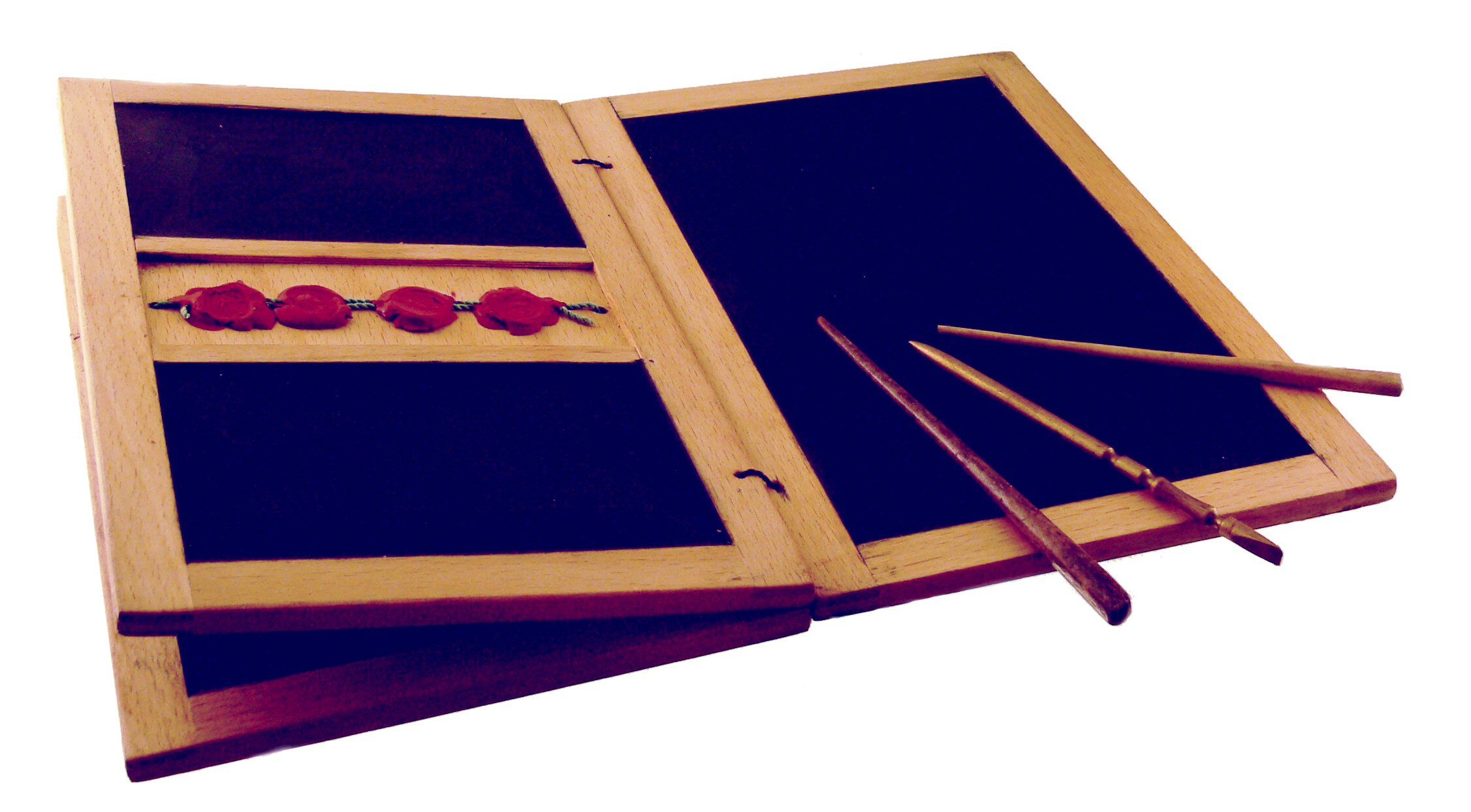
Reconstructie van een Romeins wastafeltje met drie griffels

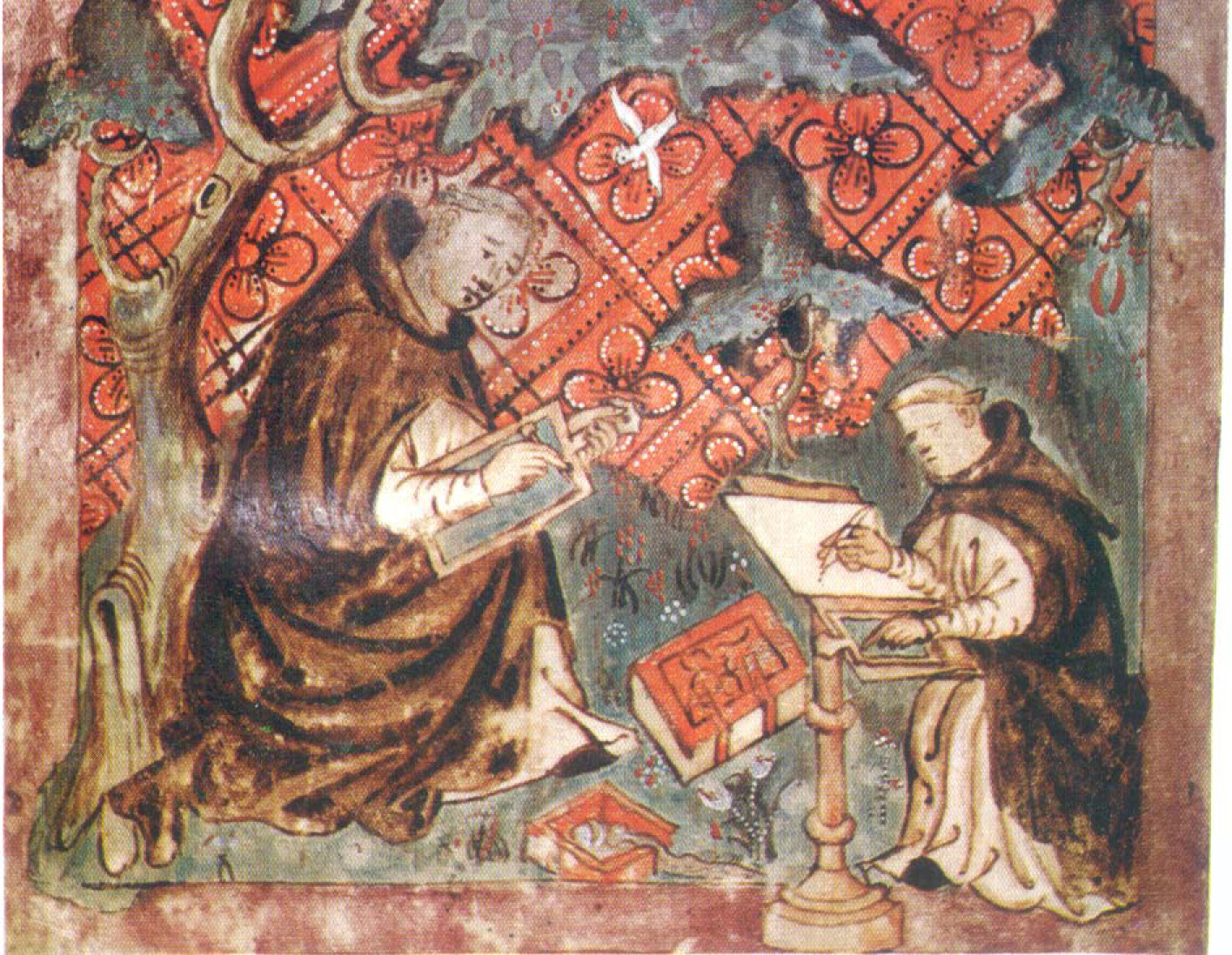
De Ruusbroec-miniatuur in het handschrift K.B. Brussel, 19.295-97. In deze gestileerde voorstelling zien wij een monnik (links) die Ruusbroec zal voorstellen met in zijn linkerhand een wastafeltje en in zijn rechterhand een griffel, bezig met het schrijven van een tekst. Hiertoe lijkt hij geïnspireerd te worden door de Heilige Geest, die in de symbolische gedaante van een (witte) duif rondvliegt. Rechts zien wij hoe een andere monnik, een kopiist, gezeten aan een schrijftafel, de tekst van een wastafel kopieert op een vel perkament. Aan hun beider voeten ligt het eindproduct: een codex, het met de hand geschreven middeleeuwse boek met een publieke functie.

Een wastafeltje (Latijn: tabula (cerata)) is een rechthoekig houten plank(je) met opstaande randen dat binnen die randen aan één zijde bestreken is met donkere (groene, rode, zwarte) bijenwas. Met behulp van een scherpgepunte metalen griffel – Latijn: stilus – kon in die was een tekst opgeschreven worden, in grootte variërend van een notitie / brief(je) tot een bladzijde van een boek. Het wastafeltje is een voorloper van de moderne boekvorm: de codex.

## Geschiedenis en gebruik
Voor eenmalige korte notities werden in de oudheid vaak scherven – van gebroken huishoudelijk keramiek  –, klei of andere goedkope materialen gebruikt. Waarschijnlijk is de wastafel een Romeinse uitvinding maar hierover is geen zekerheid. Gedurende de Oudheid en de Middeleeuwen hing het wastafeltje met de griffel in een etui aan de gordelriem van elke geletterde man (en soms ook vrouw). Het wastafeltje is de voorloper van het inmiddels ook in onbruik geraakte lei(tje) met krijtje, en was eveneens bedoeld om te leren schrijven. Het wastafeltje was niet bedoeld voor eenmalig gebruik, maar voor herhaaldelijk gebruik. Daarvoor moest de gebruiker de in de was gekraste letters uitwissen door de was eerst zacht te maken door die bij een warmtebron houden en vervolgens glad te strijken: tabula rasa. Voor het gladstrijken gebruikte men de platte achterzijde van de griffel. Twee scharnierende wastafeltjes met de beschreven kant naar binnen tegen elkaar geklapt konden met een lint aaneengebonden worden en met een zegel van was beveiligd worden tegen de nieuwsgierige ogen van ongewenste lezers. Naast kleine wastafeltjes waren er gedurende de Middeleeuwen ook grote wastafels, die door auteurs gebruikt werden om hun boeken op te schrijven. Dit proces wordt in beeld gebracht op een miniatuur in een verzamelhandschrift van de Brabantse theoloog en mysticus Jan van Ruusbroec.

## Trivia
De griffel kon (en werd) zo nodig als steekwapen gebruikt – denk bijvoorbeeld aan de diepbedroefde Floris die voor het graf van zijn geliefde Blancefloer zichzelf van het leven wil beroven met het schrijfgerei dat hij van haar cadeau kreeg (vergat Diederic van Assenede te vertalen, maar staat wél in de Franse brontekst Floire et Blancheflor) toen hij haar moest achterlaten, omdat hij elders naar school moest gaan, met de bedoeling dat hij telkens aan haar zou denken als hij zijn wastafeltje(s) zou gebruiken, én als aansporing om haar troostende brieven te schrijven: liefde doet pijn!
Al uit de Oudheid dateert het gezegde 'Saepe stilum vertas!' – Keer vaak je schrijfstift om! – waarmee bedoeld wordt dat je niet tevreden moet zijn met wat je geschreven hebt, maar voortdurend op zoek moet gaan naar verbeteringen.
Het heeft er alle schijn van dat de galei, waarop laatmiddeleeuwse zetters hun pagina's zetsel parkeerden, afgeleid is van de zo vertrouwde wastafels.